# Tanc d'emmagatzematge

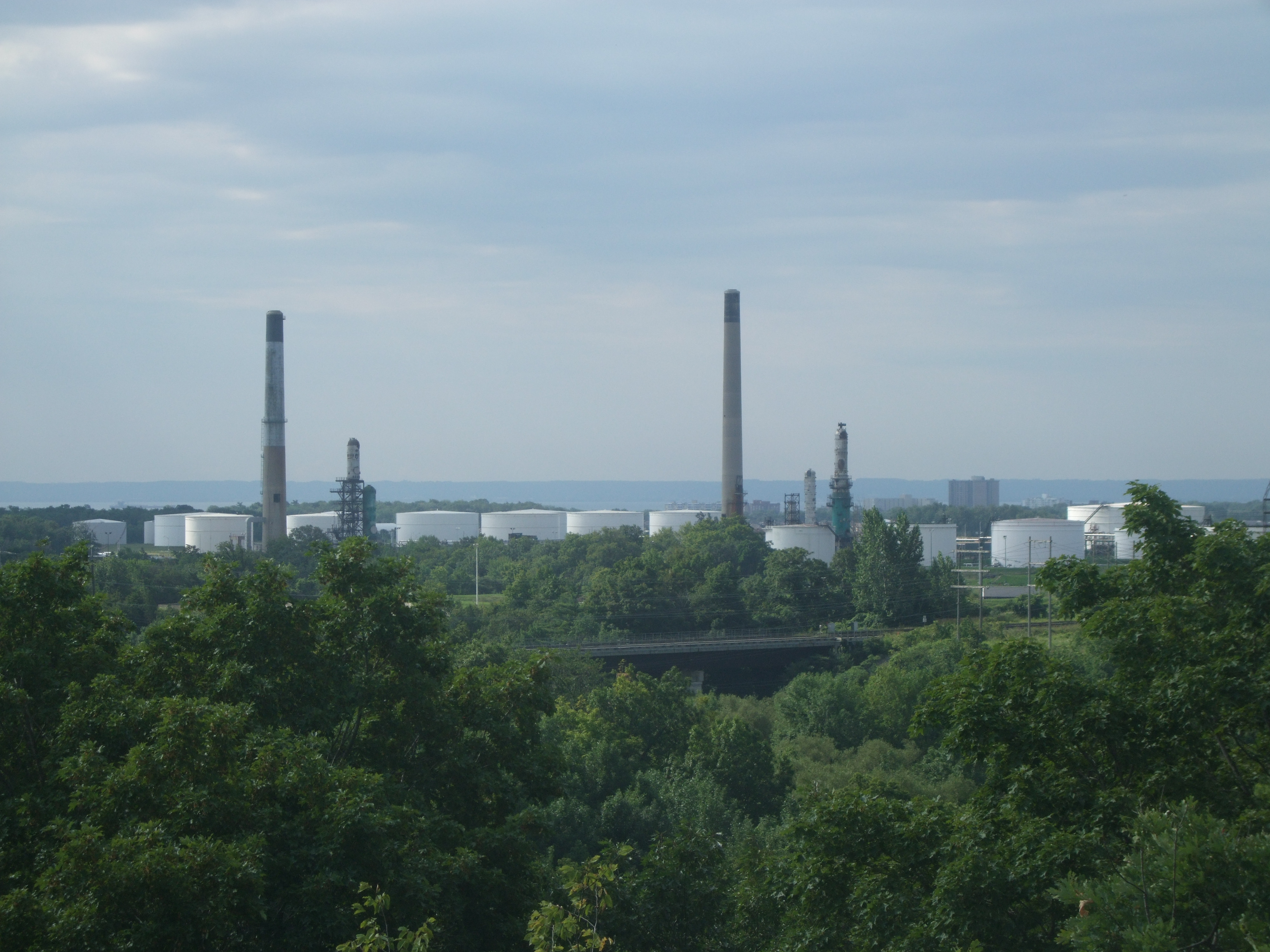
Tancs d'una refineria al Canadà.

Un tanc d'emmagatzematge és una estructura de diversos materials, en general de forma cilíndrica, que són usades per guardar i/o preservar líquids o gasos a pressió ambient, per la qual cosa en certs mitjans tècnics se'ls dona el qualificatiu de tancs d'emmagatzematge atmosfèrics. Els tancs d'emmagatzematge solen ser usats per emmagatzemar líquids, i són àmpliament utilitzats en les indústries de gasos, del petroli, i química, i principalment el seu ús més notable és troba en les refineries pels seus requeriments per al procés d'emmagatzematge, sigui temporal o perllongat; dels productes i subproductes que s'obtenen de les seves activitats.

## Tipus de tancs de magatzematge

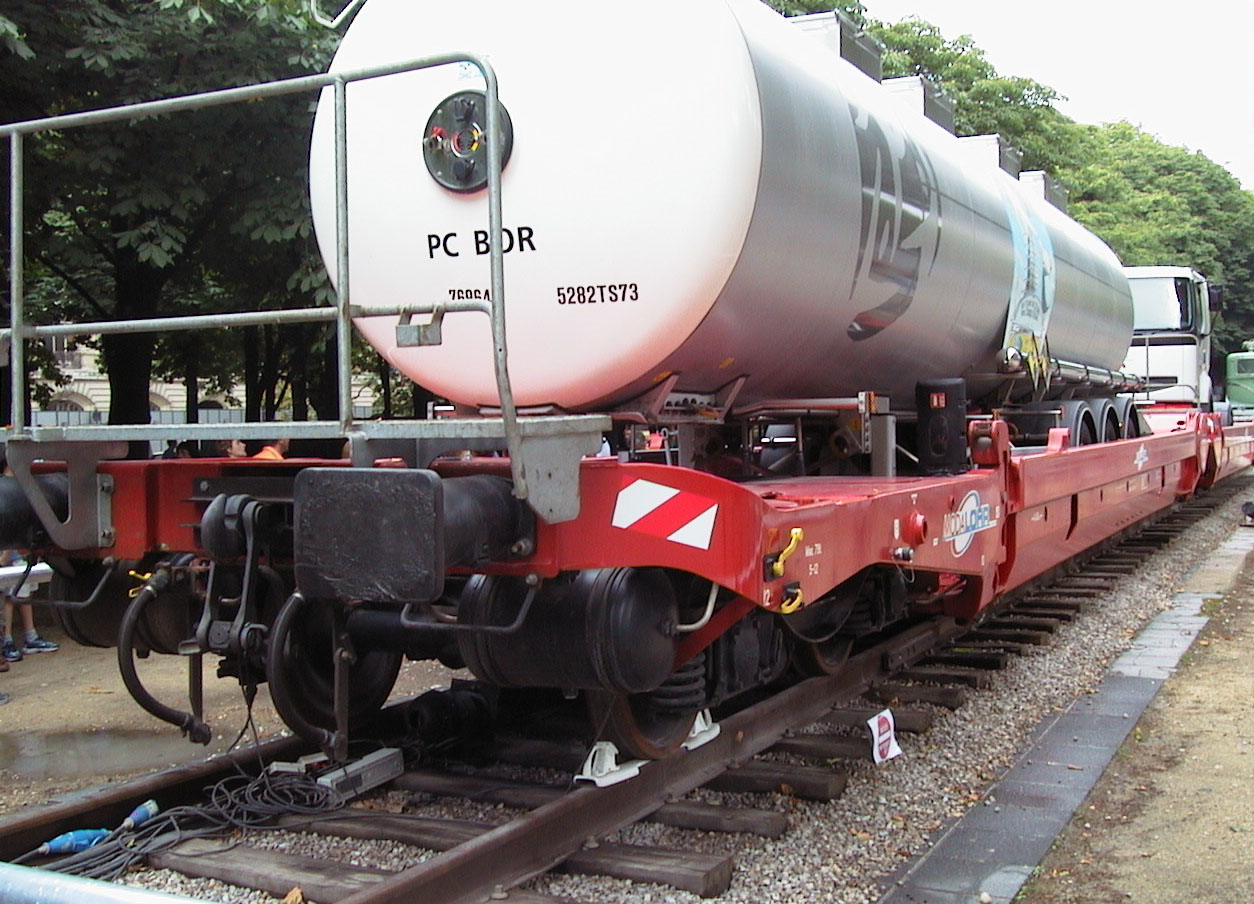
Un ferrotanc

- Ferrotanc: - És el tanc d'emmagatzematge que és transportat per locomotores a través de via fèrria,

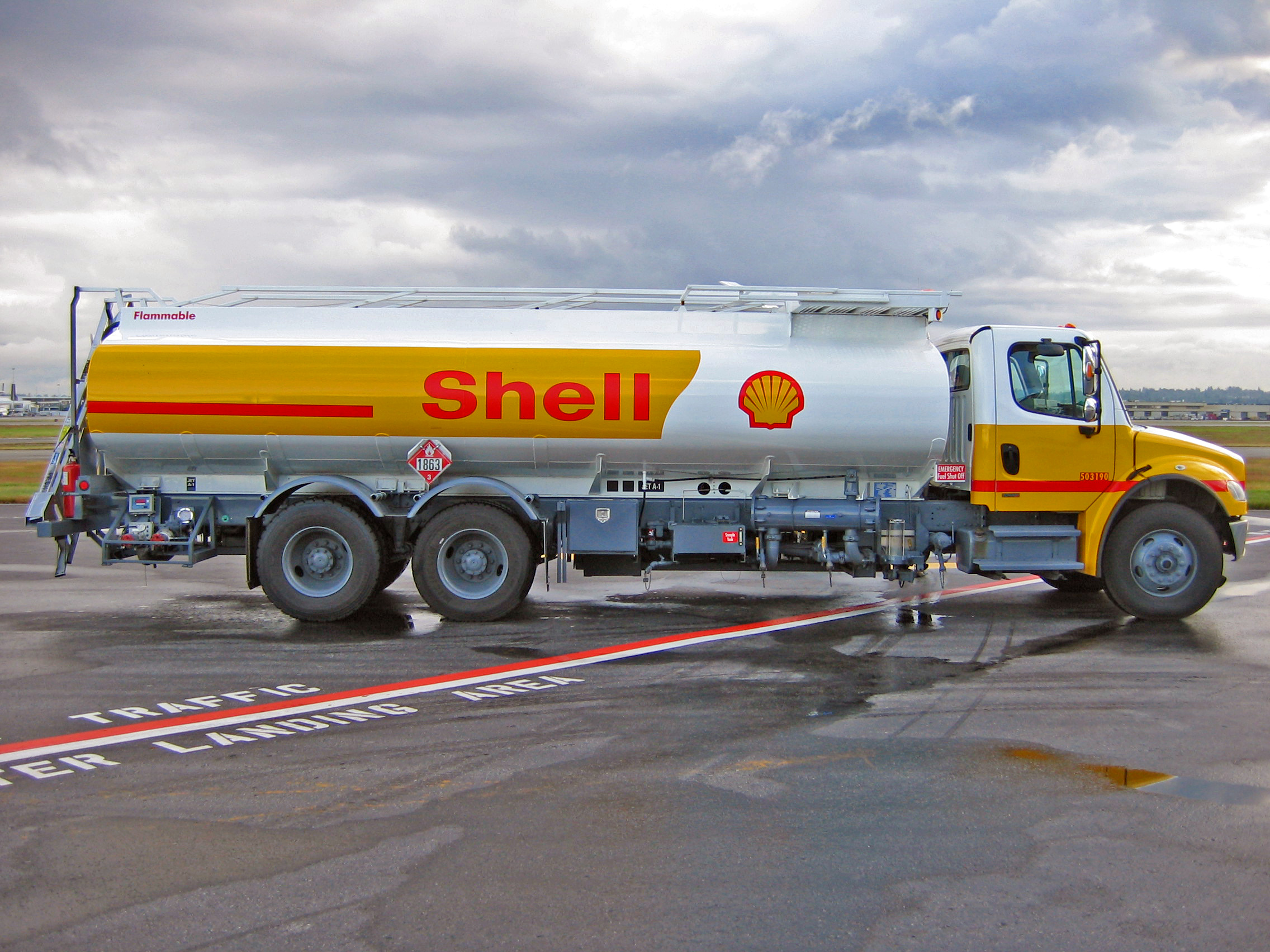
Un carrotanc, a Espanya se li ha nomenat comunament a camió cisterna

- Carrotanc: - És el tanc d'emmagatzematge que és transportat per un camió, en carreteres i/o vies de trànsit.

- Tancs d'emmagatzematge d'hidrocarburs: - Com el seu nom ho estipula, és el tanc que se sol allotjar en les refineries per dipositar allí els productes o subproductes del procés de refinat de petroli.[2]

- Tancs d'Emmagatzematge de Procés: - Són tancs utilitzats en les indústries de processos alimentoses, automotrius, electròniques, per emmagatzemar substàncies liquides o en forma granulades segons sigui el cas, per al seu ús en el procés de la manufactura d'un producte acabat.

## Normes de producció
A causa de la seva grandària, usualment són dissenyats per contenir el líquid a un pressió lleugerament major que l'atmosfèrica. Les normes emprades per la indústria petroliera són originades en el estàndard de l'API, utilitzant-se principalment el codi API 650 per a aquells tancs nous i en el qual es cobreixen aspectes tals com a materials, disseny, procés i passos de fabricació, i proves, mentre que el codi API 653 s'usa per a la reconstrucció o modificació de tancs anteriorment usats.

## Prestacions
La diversitat de productes emmagatzemats prevista en l'aplicació del codi de construcció API i codis relacionats descriu aspectes de construcció tals com: 
- Seguretat, 
  - Prevenció d'evaporació de líquids amb alta evaporació,
  - Pressió de vapor dels líquids continguts,
  - Retenció, manteniment i disposició final del tanc,
- Operació del tanc, 
  - Dispositius de protecció i prevenció d'incendis,
  - Vàlvules de control de sobrepressió interna,
- Accessos i fuites de personal del tanc 
  - Accessos i fuites d'i al sostre del tanc per a inspecció,
  - Protecció anticaigudes de personal d'operació i manteniment
- Sistemes de protecció elèctrica i il·luminació,
  - Il·luminació nocturna,
  - Protecció contra rajos i tempestes,
  - Protecció catòdica anticorrosió,
- Pintura 
  - Pintura exterior,
  - Cartells i/o rètols informatius del producte i capacitat,

Les característiques de volum, especificacions d'acabat, de protecció interna contra corrosió i altres més són fetes d'acord amb les necessitats de l'usuari final.

## Grandàries
Les grandàries dels tancs estan especificats d'acord amb les normes i/o codis establerts per l'API A continuació es tabulen els volums, diàmetres i altures usades comunament en els tancs d'emmagatzematge atmosfèric. La unitat BLS significa barrils estàndard de petroli, la que és equivalent a 42 galons (158,98 litres).
| Capacitat en BLS | Diàmetre en peus | Altura en peus |
| ---------------- | ---------------- | -------------- |
| 500              | 15               | 18             |
| 1.000            | 20               | 18             |
| 2.000            | 24'6"            | 24             |
| 3.000            | 30               | 24             |
| 5.000            | 31'8"            | 36             |
| 10.000           | 42'6"            | 40'            |
| 15.000           | 58               | 32             |
| 20.000           | 60               | 40             |
| 30.000           | 73'4"            | 40             |
| 55.000           | 100              | 40             |
| 80.000           | 120              | 40             |
| 100.000          | 134              | 40             |
| 150.000          | 150              | 48             |
| 200.000          | 180              | 48             |
| 500.000          | 280              | 48             |

Les grandàries mostrades i les unitats de mesura són àmpliament utilitzats en la indústria de refinació de petroli, on es refereixen a tancs amb capacitats de BLS o barrils; i així mateix, les refineries són catalogades per la seva capacitat de producció en BLS.
Els productes que s'emmagatzemen van des de cru sense processar, petroli semi-pesant, gasolina, naftalina, gasoil, olis pesants, olis semi-pesants, i en alguns casos poden usar-se per emmagatzemar una altra classe de líquids requerits en els seus processos de funcionament tals com aigua per al sistema d'extinció d'incendis, compostos àcids, greixos alimentosos, llet, grans, farines alimentàries entre d'altres.